# 영법
영법(Swimming styles, 泳法)은 헤엄을 치는 방법으로 다리 동작, 팔 동작, 호흡으로 이루어져 있다. 일반적으로 신체를 앞으로 나아가게 하기 위해 특정 신체 동작인 스트로크를 반복하는 것으로 구성된다. 영법에는 여러 종류가 있으며 각각 다른 수영 스타일이나 크롤로 정의된다.
고등학교, 대학, 올림픽 수영에는 두 개의 물결 영법(평영과 접영)과 두 개의 교대 영법(자유영과 배영)이 있다.
대부분의 스트로크에는 몸통, 팔, 다리, 손, 발, 머리 등 모든 주요 신체 부위의 규칙적이고 조화로운 움직임이 요구된다. 호흡 역시 스트로크와 동기화되는 것이 일반적이다. 그러나 팔 또는 다리만 사용한 영법도 가능하다. 이러한 스트로크는 특별한 목적, 훈련이나 운동을 위해 또는 절단 장애인 및 마비 환자가 사용할 수 있다.

## 종류
| - 크롤 - 배영 - 평영 - 접영 | - 횡영 - 개헤엄 - 선헤엄 |